# Технічне забезпечення
Технічне забезпечення — вид забезпечення бойових дій військ із організації та здійснення технічно правильного використання, обслуговування та ремонту військової техніки з метою підтримання її в постійній бойовій готовності.

## Види технічного забезпечення
Технічне забезпечення військ у бою є одним із видів усебічного забезпечення бою. Технічне забезпечення здійснюється за видами військової техніки і поділяється на:
- ракетно-технічне;
- артилерійсько-технічне;
- танко-технічне;
- автотехнічне;
- інженерно-авіаційне;
- інженерно-технічне;
- хіміко-технічне;
- технічне забезпечення зв'язку й АСУ;
- технічне забезпечення службами тилу;
- метрологічне забезпечення.[1]

## Завдання технічного забезпечення
Основними завданнями технічного забезпечення є:
- організація технічно правильної експлуатації військової техніки;
- своєчасне проведення її евакуації і ремонту;
- забезпечення військ (сил) військовою технікою і технічним майном;
- організація освоєння техніки особовим складом;
- управління силами та засобами технічного забезпечення.

## Підрозділи технічного забезпечення
Виконання заходів з технічного забезпечення здійснюється спеціальними частинами і підрозділами. До них належать:
- підрозділи технічного обслуговування;
- ремонтно-евакуаційні та ремонтно-відновлювальні частини і підрозділи;
- ремонтні майстерні;
- рухомі та стаціонарні ремонтні заводи;
- склади і бази із запасами різного технічного майна.

Частини та підрозділи технічного забезпечення можуть входити до складу з'єднань і частин або надаватися їм.
Обслуговування військової техніки при її використанні (зберіганні) відповідно до встановленої періодичністю здійснюють екіпажі (обслуга, водії), а також особовий склад залучених підрозділів технічного забезпечення. При цьому в першу чергу проводиться дозаправка машин пальним і мастильними матеріалами, поповнення боєприпасами і усунення виявлених несправностей. Ремонт та евакуацію військової техніки здійснюють ремонтно-евакуаційні підрозділи та частини. У відповідності зі своїм призначенням вони виконують поточний, середній або капітальний ремонт.
Рухомі та стаціонарні ремонтні заводи виконують капітальний ремонт.
Евакуаційні підрозділи евакуюють пошкоджену, застряглу (затонулу) військову техніку, зосереджують її на шляхах евакуації або в районах розгортання ремонтних частин і підрозділів, на станціях навантаження для відправки на стаціонарні заводи, а також беруть участь в організації рятувально-евакуаційної служби при подоланні військами водних перешкод та забезпечення проходження ними важкопрохідних ділянок місцевості.
Склади і бази технічного майна призначені забезпечувати війська (сили), ремонтні частини (підрозділи, установи), ремонтні заводи необхідними запасними частинами, матеріалами, інструментом та обладнанням; в ході бойових дій рухомі склади і бази розміщуються і переміщуються разом з іншими тиловими підрозділами та частинами.

## Організація технічного забезпечення
Технічне забезпечення організовується на основі рішення командира і вказівок старшого начальника по службі. При цьому визначаються:
- заходи щодо забезпечення надійності роботи військової техніки;
- місця і терміни проведення цих заходів;
- склад ремонтних та евакуаційних груп, висунутих для забезпечення військ (сил), їх завдання;
- розподіл запасів технічного майна;
- заходи з охорони та оборони частин і підрозділів технічного забезпечення;
- заходи з технічної підготовки особового складу.

При організації технічного забезпечення в першу чергу проводяться заходи, спрямовані на відновлення боєздатності військ (сил).
В залежності від своєї спеціалізації підрозділи і частини військ технічного забезпечення входять до складу механізованих, танкових, аеромобільних та ін. військ, а також в окремі ремонтно-відновлювальні батальйони.